# キャラクターデザイン (アニメ制作)

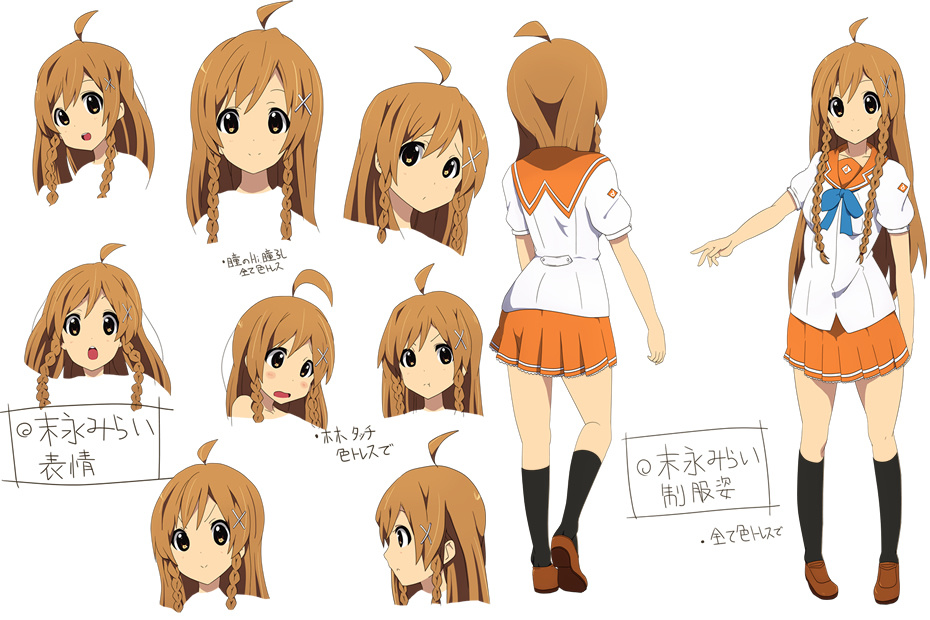
キャラクターデザイン

アニメ制作におけるキャラクターデザイン（英: character design）はキャラクターの外見設定、あるいはこれをデザインする工程・役職である。

## 概要

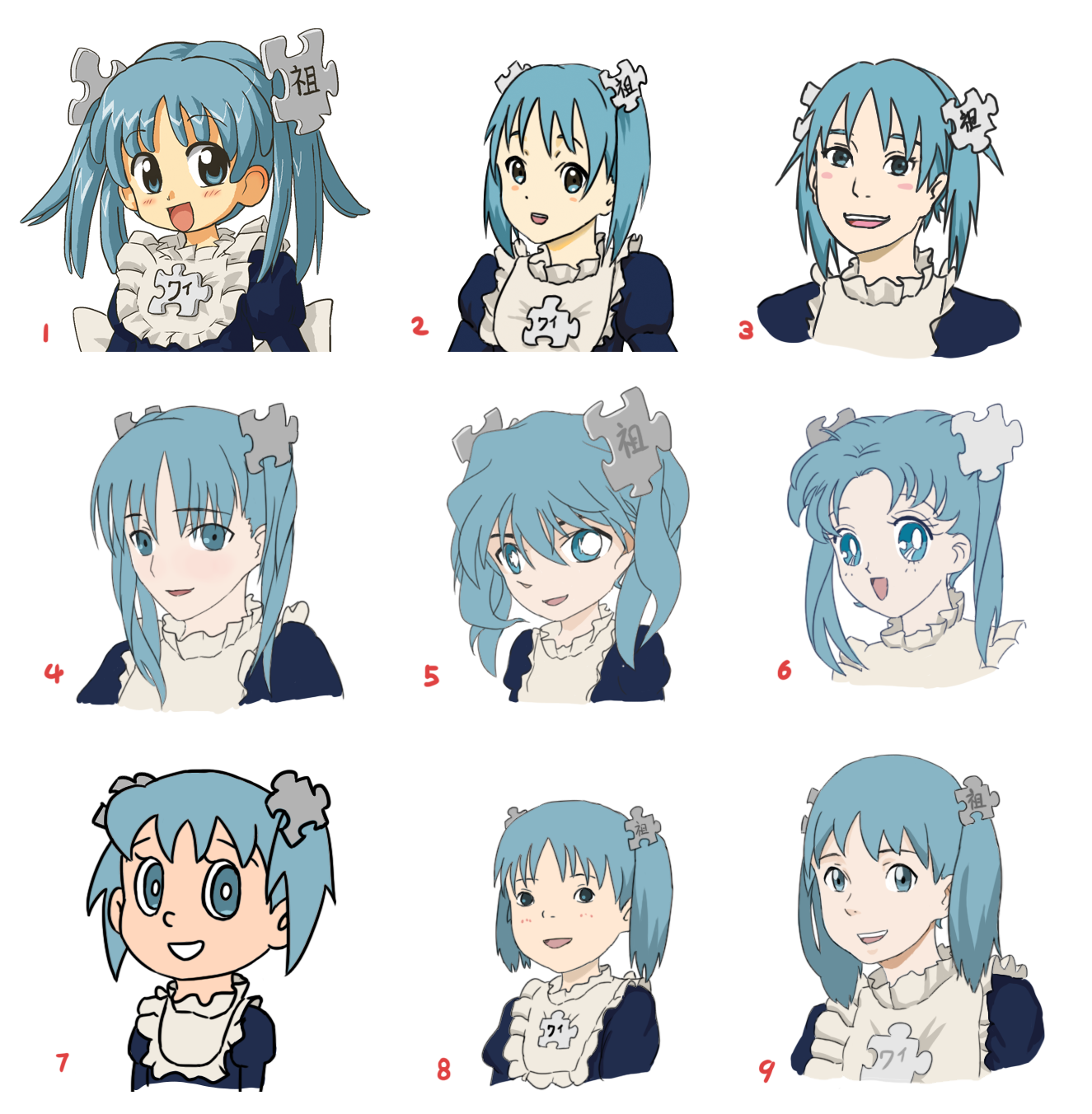
様々なキャラクターデザイン

アニメは視覚芸術の一種であり、キャラクターは視覚的にも表現される。そのために必要な人相・髪型・服装といったキャラクターの外見的な設定がキャラクターデザインである（⇒ #素材）。またこの設定を構築する工程・役職もキャラクターデザインと呼ばれる（⇒ #工程、#役職）。キャラクターデザインのもととなるアイデアやスケッチはキャラクター原案と呼ばれ、キャラクターデザインとは区別される（⇒ #キャラクター原案）。

## 素材
アニメ制作素材におけるキャラクターデザインはキャラクターの外見設定である。
アニメではキャラクターが様々なシチュエーションで様々な演技を様々な角度から描かれる。そのため人物の正面だけではなく背面や側面・基本的な動作・喜怒哀楽の表情集・服装バリエーション・アクセサリーなどの小物類や、複数の登場人物が同一のフレーム内に登場するシーンの描画に必要な身長比較表などが設定となる。
オリジナルアニメの場合、全ての登場人物はデザイナーのオリジナルな創造物となる。原作付きアニメの場合、アニメとして作画可能な形でかつ原作で明示されていない情報を補完しまとめたものがキャラクターデザインになる。
キャラクターデザインの一部は広報宣伝の素材や参考資料などとして、直接の広報担当者の他に、専門誌の編集部に配布されたり、インターネット上で一般向けに公開されることもある。
キャラクターデザインは登場人物の各服装に用意されるため、バリエーション量に比例してコストがかかる。そのため作品の予算はキャラクターデザインのバリエーションを制約しうる。雑魚キャラクター・モブキャラクターのデザインは簡略かつ効率的に行われる。
長寿のテレビアニメでは時間経過に伴いキャラクターデザインが次第に変化する場合もあった。

## 工程
アニメ制作工程におけるキャラクターデザインはキャラクターの外見設定をデザインする工程である。
キャラクターデザインはプリプロダクションを構成し、設定のサブ工程にあたる。この工程は企画とシナリオで具体化したラフデザインと人物設定を出発点とし、デザイナーがキャラクターの外見的な設定をデザインする。得られたデザインは設定資料集の一部となり、絵コンテ・色彩設計・作画などの後続の工程へ渡される。この工程の進行は設定制作が担う。

## 役職
アニメ制作職におけるキャラクターデザインはキャラクターの外見設定をデザインする役職である。
設定は作品全編を通じて一貫している必要があるため、キャラクターデザインは1作品1名を基本とする。また、多くの場合キャラクターデザイン担当は総作画監督を兼任する。
キャラクターデザインは1970年代まで作画職の範疇に含まれ、別途クレジットされなかった。日本初の「キャラクターデザイン」クレジットは『ゼロテスター』(1973年) の箕輪宗廣である。

### キャリア
キャラクターデザインは基本的にキャリアを積んだアニメーター出身者が担当する。「キャラデザインとは動画から原画、作画監督とステップアップしてきて、動きや芝居というものをちゃんとつけられるようになったアニメーターが手がけるべきもので、それ自体が独立した仕事ではない」とも指摘される。一方でアニメーターと独立したキャリアの場合もある（例: タツノコプロのキャラクター室）。
キャラクターデザインはアニメーターのキャリアアップの1つの到達点である。一方でキャラクターデザインを契機にイラストレーターへ転向するケースもある（例: いのまたむつみ、美樹本晴彦）。

## キャラクター原案
アニメ制作におけるキャラクター原案（）はキャラクターデザインの元となる原案である。
アニメーター出身でない人がキャラクターをデザインする場合、キャラクター原案として携わりこれをもとにアニメーター出身者がキャラクターデザインのクレジットで作画用にリファインする場合が多い。作画監督が原案のリファインを担い、キャラクターデザインのクレジットをしない場合が稀にある。原作付きアニメで原作ビジュアル担当（小説のイラスト、漫画の作画）が関与する場合、多くはキャラクター原案として携わる。原作における絵柄の多様性・バラツキを抑える目的でもこの分業がなされる（例: 原作に複数のデザイン担当がいた『クイーンズブレイド 流浪の戦士』）。

## 教育
キャラクターデザインに関する専門教育が存在する。以下は教育機関の一例である：
- アミューズメントメディア総合学院  - キャラクターデザイン学科をもつ
- 大阪芸術大学 - 芸術学部にキャラクター造形学科がある